# Чесноков, Пётр Вениаминович
Пётр Вениами́нович Чесноко́в (7 ноября 1923 ― 5 ноября 2011) ― советский и российский лингвист и педагог. Доктор филологических наук, профессор, заслуженный деятель науки Российской Федерации (1998).

## Биография
Родился 7 ноября 1923 года в городе Константиновске (ныне ― Ростовская область).
После начала Великой Отечественной войны не был принят в армию из-за слабого зрения. В оккупированном Ростове работал переводчиком на станции «Гниловская». Был участником партизанского движения. Занимался распространением листовок, участвовал в операции «Рельсовая война», вербовал в отряд партизан. 
В ноябре 1944 года, после освобождения Ростова-на-Дону, был зачислен в регулярную армию. С марта по май 1945 в действующей армии, ефрейтор хиимический инструктор миномётной батареи 64 механизированной батареи 2-го Украинского фронта.  С 9 августа 1945, в составе того же воинского подразделения, в действующей армии Забайкальского фронта. Уволен в запас армии в сентябре 1945 г..
В 1947 году окончил филологический факультет Ростовского государственного педагогического института. В  1949—1952 гг. обучался в аспирантуре кафедры философии Ростовского государственного университета. Там же преподавал логику в 1952—1955 гг. С 1955 года ― старший преподаватель, доцент, заведующий кафедрой немецкого языка, заведующий кафедрой русского языка, заведующий кафедрой общего языкознания, проректор по научной работе Таганрогского педагогического института. Кандидатская диссертация (защищался в МГУ) — «Логическая фраза и предложение» (1952). Докторская диссертация — «Основные единицы языки и мышления» (1968). В своих научных работах специализировался на философских проблемах языкознания и обосновывал идею о квантованности языка и мышления.
Был автором более 200 научных работ и 6 монографий, нескольких разделов в коллективных монографиях Института языкознания Академии Наук СССР, под его научным руководством были успешно защищены 42 кандидатские диссертации.
Скончался 5 ноября 2011 года.

## Награды, звания
- 1945 ― За боевые заслуги,
- 1945 ― орден Красной Звезды [3],
- 1945 ― медаль «За победу над Германией в Великой Отечественной войне 1941–1945 гг.»,
- 1945 ― медаль «За освобождение Праги»,
- 1945 ― медаль «За победу над Японией»[5].
- 1985 ― орден Отечественной войны II степени[6].

## Сочинения
- Чесноков, П. В. Логическая фраза и предложение / Таганрогский гос. пед. ин-т. - Ростов н/Д : Изд-во Рост. ун-та, 1961. - 99 с.; 22 см.[7];
- Чесноков, П. В. Основные единицы языка и мышления / М-во просвещения РСФСР. Рост. н/Д гос. пед. ин-т. - Ростов н/Д : Кн. изд-во, 1966. - 287 с.; 21 см.[8];
- Чесноков, П. В. Слово и соответствующая ему единица мышления / М-во просвещения РСФСР. Таганрогский ин-т. - Москва : Просвещение, 1967. - 192 с.; 22 см.[9].